# مجلس نواب فرجينيا
مجلس نواب فرجينيا (بالإنجليزية: Virginia House of Delegates) هو مجلس النواب التشريعي لولاية فرجينيا الأمريكية، يقع المقر الرئيسي له في Virginia State Capitol ‏، وهو المجلس الأدنى في جمعية فرجينيا العامة.

## طالع أيضًا
- جمعية فرجينيا العامة